# Алексеев, Юрий Георгиевич (историк)
Ю́рий Гео́ргиевич Алексе́ев (15 апреля 1926, Ленинград — 13 апреля 2017, Санкт-Петербург) — советский и российский историк, специалист по истории России, наиболее известен исследованиями истории России XIV—XVI вв. Автор работ, посвященных различным аспектам жизни общества и государства указанного периода, прежде всего в ракурсе социальных, правовых, военно-политических аспектов. Один из крупнейших специалистов в области истории эпохи Ивана III. Известен также своими трудами в области истории «Псковской судной грамоты» и Судебника 1497 года. Доктор исторических наук, профессор СПбГУ. Заслуженный деятель науки Российской Федерации.

## Биография
Отец Георгий Михайлович (1888—1942), сын рабочего завода Поршнева в Петербурге, брат китаиста В. М. Алексеева, окончил Юридический факультет Санкт-Петербургского университета, служил на Балтийском заводе, увлекался историей флота. Мать, Наталья Генриховна (урожд. Берг, 1890—1967), окончила Елизаветинский институт благородных девиц в Санкт-Петербурге, ещё до поступления сына в школу обучала его немецкому и французскому языкам. В 1952 г. женился на Марии Андреевне (урожд. Римской-Корсаковой, 1930—2011), ставшей впоследствии известным специалистом по русской графике XVIII в.
Первую блокадную зиму провел в Ленинграде. Летом 1942 г. вместе с матерью был эвакуирован в Тбилиси, там в 1943 году призван в армию, был зачислен в школу младших авиационных специалистов по специальности воздушный стрелок-радист. Вскоре он был направлен в Бакинское военно-морское подготовительное училище, затем поступил в Каспийское высшее военно-морское училище. В 1946 году переведен в Высшее Военно-морское училище им. М. В. Фрунзе, по окончании которого в 1949 г. служил на Балтийском флоте, на кораблях Охраны водного района, был командиром БЧ-2 (артиллерийская боевая часть). Одновременно поступил в экстернат исторического факультета Ленинградского государственного университета. В июне 1951 года во время несения боевой службы по охране границы получил тяжёлое ранение после подрыва корабля на мине. После длительного лечения в 1952 г. был комиссован. Во время службы был удостоен наградами, самая значимая из которых — медаль «За победу над Германией в Великой Отечественной войне 1941—1945 гг.».
В 1954 года, окончив Исторический факультет ЛГУ им. А. А. Жданова, проработал 4 месяца в Артиллерийском музее. В 1957—1960 гг. учился в аспирантуре ленинградского отделения Института истории АН СССР по специальности «история СССР в период феодализма»; научный руководитель — Иван Иванович Смирнов, ученик Бориса Дмитриевича Грекова. С 1960 года работал в ЛОИИ АН СССР: младшим научным сотрудником, старшим научным сотрудником (с 1969 г.), ведущим научным сотрудником (с 1986 г.).
В 1970—1992 гг. преподавал в Ленинградском педагогическом институте им. А. И. Герцена. С 1992 года — профессор кафедры истории России с древнейших времен до XX века Исторического факультета СПбГУ; читал лекции по истории России периода правления Ивана III, аграрной истории, военной истории России, вёл специализированные курсы и семинары.

## Научная деятельность
С 1957 по 1962 г., в период работы над кандидатской диссертацией, изучал жизнь людей Переяславского уезда как по сохранившимся документам, так и по сообщениям местных жителей о топонимике края. Итогом этой работы стала его первая книга «Аграрная и социальная история Северо-Восточной Руси XV—XVI вв: Переяславский уезд» (1966 г.). В фокусе научных проблем монографии — исследование феодальной земельной собственности в XV—XVI вв. В этом отношении Юрий Георгиевич продолжил исследования, начатые С. Б. Веселовским на общерусском материале и А. И. Копаневым на материале Белозерского уезда.
Один из существенных выводов, к которым пришел учёный, заключается в том, что наличие «черных» земель и их постепенное исчезновение в течение XVI в. иллюстрирует процесс феодализации на территории Переяславского уезда. Поскольку в центре России до середины XVI в. сохраняется черносошная волость, следовательно, нельзя говорить о завершенности процесса феодализации средневекового русского общества. Иначе — о развитом феодализме в России можно говорить только применительно к периоду с конца XVI в.
Этот вывод стал центральным в дискуссии о «черных землях», которая длилась почти три десятилетия, с начала 1960-х до конца 1980-х. гг. В этой дискуссии принадлежал к той группе исследователей (наряду с И. И. Смирновым, Г. Е. Кочиным, Н. Е. Носовым, А. И. Копаневым), которые полагали, что процесс формирования крупной привилегированной земельной собственности при эксплуатации крестьян в XVI был далек от завершения, в тот период продолжал существовать достаточный массив земельного фонда, на территории которого проживали крестьяне, объединявшиеся в общины, и распоряжавшиеся своей землей как собственностью. Так называемое «верховное право великого князя» — лишь обозначение существа того явления, которое позже станут называть «суверенитетом» (или «верховенством государственной власти»).
Дискуссия о «черных землях» в определенной мере повлияли и на создание в стенах Ленинградского отделения Института истории аграрной группы под руководством Александра Львовича Шапиро. В состав группы вошел и Ю. Г. Алексеев. Итогом этой работы стало четырехтомное комплексное исследование состояния населения, землепользования и землевладения Северо-Запада России в динамике на протяжении более чем двух столетий.
Однако собственно вопросы аграрной истории интересовали лишь постольку, поскольку они выходили на проблемы социальной истории, истории людей, истории общества. Этот интерес обусловил выбор объекта дальнейшего исследования. Повседневная жизнь людей XV—XVI вв., в той степени, в которой она известна нам по сохранившимся документам, обусловлена существованием определенных норм поведения. Конечно, в первую очередь, эти нормы существуют в форме обычаев, но с другой стороны они отражаются в правовых текстах. Вот почему в конце 60-х гг. он начал работу над новой для него темой — изучение Псковской судной грамоты.
Если ранее основным источником в его исследованиях был актовый материал и материалы земельных описаний, то юридические тексты требовали иного подхода. В итоге — целый ряд терминов Псковской судной грамоты получил неожиданную трактовку. Его наблюдения позволили сделать некоторые обобщения в отношении общерусского материала. В частности, указать на то, что один и тот же термин в разных юридических текстах может нести разную смысловую нагрузку.
На основе изучения Псковской судной грамоты ему удалось выйти на общеисторические вопросы — история общества в Псковской феодальной республике. Результатом этой работы стало исследование под названием «Псковская судная грамота и её время: Развитие феодальных отношений на Руси XIV—XV вв.» (1980 г.), по которому автором была защищена докторская диссертация. Уже предварительные публикации исследования текста Псковской судной грамоты показали, что характер отношений между различными категориями населения в ту эпоху были значительно сложнее, чем это представлялось раннее. Интересы псковских крестьян (смердов) вступали в противоречие с интересами «черных» людей Пскова, линия социальных противоречий здесь — псковичи и жители псковской земли. Следовательно, во многом социальное развитие обусловлено политикой, которую проводили носители власти.
Выводы, полученные на основе изучения текста Псковской судной грамоты дали ученому новое направление научного поиска. Характер и основы государственного строя не предопределяют наличие или отсутствие социальных конфликтов. Важным оказывалась не форма государственного устройства, а конкретная политика в определенных исторических условиях. Вот почему эпоха Ивана III, его личность, его политика, его сподвижники, созданный им аппарат управления — оказались в центре внимания Юрия Георгиевича.
В 1978 г. он приступил к созданию большого исследования об эпохе Ивана III. Его результатом стало издание нескольких книг: «Освобождение Руси от Ордынского ига» (1989 г.), «Государь всея Руси» (1991 г.), «„К Москве хотим“: Закат боярской республики в Новгороде» (1991 г.) и «Под знаменами Москвы. Борьба за единство Руси» (1992 г.).
Центральной, ключевой проблемой всех этих книг был вопрос о том, как удалось в тех исторических условиях создать единое Русское государство. Исследования ученого со всей ясностью показывают, что историческое значение государства — выработать механизмы, способные устранять причины социальных конфликтов, а значит отражать интересы всех людей вне зависимости от места в нем, а Иван III мог находить и находил баланс между справедливостью в ее христианском понимании и политической целесообразностью. Выполнение этого условия — залог исторической судьбы общества, народа, государства. При всем этом, выживание государства во многом было обусловлено способностью Ивана III находить наиболее оптимальные решения возникающих проблем. С этой точки зрения Юрий Георгиевич рассматривал весь цикл преобразований в области управления и суда. Итогом этой работы стали его исследования «У кормила Российского государства: Очерк развития аппарата управления XIV—XV вв.» (1998 г.) и «Судебник Ивана III. Традиция и реформа» (2001 г.). Эффективность колоссальных преобразований в жизни общества и государства второй половины XV в. выразительно проявилась в внешнеполитической сфере — когда на границах католического мира появилось государство, с которым уже нельзя было не считаться. Как и сейчас, в ту эпоху военная сила была определяющим фактором международных отношений. Этой странице отечественной истории посвящены последние книги Юрия Георгиевича — «Походы русских войск при Иване III» (2007 г.) и «Русское войско и военное искусство IX—XVII вв» (2015 г.).
Последняя исследовательская работа, которой занимался учёный, состояла в изучении роли адмирала Федора Ушакова в истории военного флота страны. Круг замкнулся — интерес к истории флота, который привел Юрия Георгиевича на студенческую скамью, реализовался в его последней работе.
Член диссертационных советов при Институте Истории, РГПУ им. А. И. Герцена и СПбГУ.

### Избранные труды
Источник — Электронные каталоги РНБ
- Алексеев Ю. Г. Землевладение Переяславского уезда XV — нач. XVI вв. : Автореф. дис. … канд. ист. наук. — Л., 1963. — 16 с. — 180 экз.
- Алексеев Ю. Г. Аграрная и социальная история Северо-Восточной Руси XV-XVI вв. Переяславский уезд. — М.; Л.: Наука, 1966. — 267 с. — 1800 экз.
- Алексеев Ю. Г. Псковская судная грамота и её время : Развитие феодальных отношений на Руси XIV—XV вв. — Л.: Наука, 1980. — 243 с. — 4000 экз.
- Алексеев Ю. Г. Псковская судная грамота и её время : Развитие феодальных отношений на Руси XIV—XV вв.: Автореф. дис. … д-ра ист. наук. — Л., 1980. — 29 с.
- Алексеев Ю. Г. Освобождение Руси от ордынского ига. — Л.: Наука, 1989. — 217 с. — 7350 экз. — ISBN 5-02-027162-4.
- Алексеев Ю. Г. Государь всея Руси : [О Иване III]. — Новосибирск: Наука, 1991. — 239 с. — (Страницы истории нашей Родины). — 175 000 экз. — ISBN 5-02-029736-4.
- Алексеев Ю. Г. «К Москве хотим» : Закат боярской республики в Новгороде. — СПб.: Лениздат, 1991. — 160 с. — 50 000 экз. — ISBN 5-289-01067-X.
- Алексеев Ю. Г. Под знаменами Москвы : Борьба за единство Руси : [Царствование Ивана III]. — М.: Мысль, 1992. — 268 с. — 20 000 экз. — ISBN 5-244-00519-7.
- Алексеев Ю. Г. У кормила Российского государства : Очерк развития аппарата управления XIV-XV вв. — СПб.: Изд-во СПбГУ, 1998. — 348 с. — 800 экз. — ISBN 5-288-01846-4.
- Алексеев Ю. Г. Судебник Ивана III : Традиция и реформа. — СПб.: Дмитрий Буланин, 2001. — 446 с. — 800 экз. — ISBN 5-86007-237-6.
- Алексеев Ю. Г. Походы русских войск при Иване III. — СПб.: Изд-во СПбГУ, 2007. — 462 с. — 1000 экз. — ISBN 978-5-288-04191-4.
  - . — 2-е изд. — СПб.: Изд-во СПбГУ, 2007. — 462 с. — ISBN 978-5-288-04840-1.

После смерти Алексеева его книга «Государь всея Руси: [О Иване III]» была переиздана под новым названием:
- Алексеев Ю. Г. Иван Великий: Первый «Государь всея Руси». — М.: Эксмо, Яуза, 2017. — 320 с. — (Тайны Древней Руси). — 1500 экз. — ISBN 978-5-699-98096-3.

## Награды и признание
- Заслуженный деятель науки Российской Федерации
- премия Петербургского университета (1993)[5] — за цикл работ по истории средневековой России
- премия «За педагогическое мастерство» Петербургского университета (2007)[6].